# Jay (Vermont)
Jay és una població dels Estats Units a l'estat de Vermont. Segons el cens del 2000 tenia 426 habitants.

## Demografia
Segons el cens del 2000, Jay tenia 426 habitants, 158 habitatges, i 115 famílies. La densitat de població era de 4,8 habitants per km².
Dels 158 habitatges en un 37,3% hi vivien nens de menys de 18 anys, en un 62% hi vivien parelles casades, en un 6,3% dones solteres, i en un 27,2% no eren unitats familiars. En el 15,8% dels habitatges hi vivien persones soles el 3,2% de les quals corresponia a persones de 65 anys o més que vivien soles. El nombre mitjà de persones vivint en cada habitatge era de 2,7 i el nombre mitjà de persones que vivien en cada família era de 3,05.
Per edats la població es repartia de la següent manera: un 27% tenia menys de 18 anys, un 7,3% entre 18 i 24, un 28,9% entre 25 i 44, un 27,5% de 45 a 60 i un 9,4% 65 anys o més.
L'edat mediana era de 39 anys. Per cada 100 dones de 18 o més anys hi havia 95,6 homes.
La renda mediana per habitatge era de 32.321 $ i la renda mediana per família de 34.625 $. Els homes tenien una renda mediana de 21.563 $ mentre que les dones 19.286 $. La renda per capita de la població era de 13.546 $. Entorn del 9,2% de les famílies i el 12,4% de la població estaven per davall del llindar de pobresa.